# 국도 제200호선 (일본)

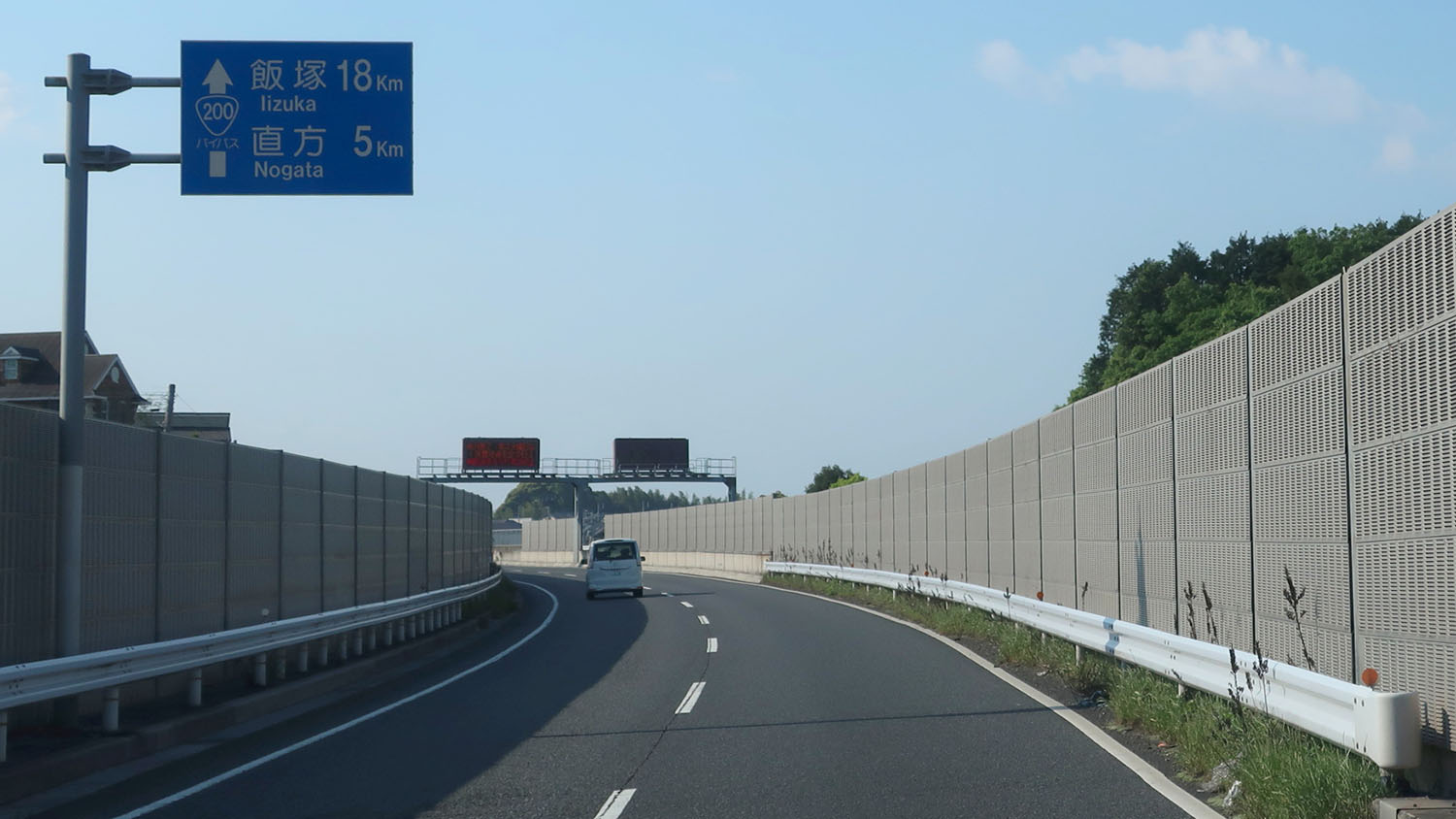
노가타 바이패스
후쿠오카현 기타큐슈시 야하타니시구

국도 제200호선(일본어: 国道200号)은 후쿠오카현 기타큐슈시 야하타니시구 쓰쓰이마치 교차로에서 지쿠시노시 하루다 교차로까지 이르는 일본의 일반 국도로, 총 연장은 91.2 km이다.

## 개요
기타큐슈시 야하타니시구의 구로사키지구에서 남하하여 노가타시의 남서 방면으로 이어진 다음, 이즈카시 등을 거쳐 히야미즈 고개를 지나 지쿠시노시 남측의 하루다지구를 통해 다시 국도 제3호선과 합류한다. 전 구간에 걸쳐 대체적으로 지쿠호 본선과 병주한다.
다만, 기타큐슈시와 지쿠시노시 사이의 구간은 후쿠오카시를 어쩔 수 없이 통과하고 있는 국도 제3호선보다 더 짧기 때문에 기타큐슈시 이동 지역과 지쿠시노시 이남 일대(도스시, 구루메시, 사가시 그리고 구마모토시 등)를 오갈 경우에는 국도 제3호선을 대신하여 빨리 접근시킬 수 있는 지름길로도 이용된다.

### 노선 정보
일반 국도의 노선을 지정하고 있는 정령에 의거한 기종점 및 경유지는 다음과 같다.
- 기점 : 기타큐슈시 야하타니시구 (쓰쓰이마치 교차로 = 국도 제3호선과의 교점 및 국도 제211호선 (일본)(일본어판), 후쿠오카현도 제279호선과의 종점)
- 종점 : 지쿠시노시 (하루다 교차로 = 국도 제3호선과의 교점 및 국도 제386호선 (일본)(일본어판)과의 종점)
- 주요한 경유지 : 노가타시, 이즈카시, 구라테군 고타케정, 가호군 게이센정
- 총 연장 : 91.2 km (기타큐슈시 14.5 km 구간 포함)[5]
- 중용 연장 : 없음
- 미공용 연장 : 0.1 km (기타큐슈시 이외의 후쿠오카현에만 있음)
- 실제 연장 : 91.1 km
- 현도 : 60.6 km (기타큐슈시 12.3 km 구간 포함)
- 구도 : 18.1 km
- 신도 : 12.4 km (기타큐슈시 2.2 km 구간 포함)
- 지정 구간 : 없음[6][7]

## 역사
- 1953년 5월 18일 : 2급 국도 200호 야하타~도스선(야하타시[8]~지쿠시군 지쿠고촌[9])으로 지정 시행
- 1965년 4월 1일 : 도로법의 개정에 따라 1, 2급의 구분을 없애고 일반 국도 200호선으로 전환하여 다시 지정 시행됨. 노선명은 기타큐슈~지쿠시노선이다.[4]

## 노선 개황
바이패스나 확장 등에 따른 개축이 순차적으로 이루어짐에 따라 2005년 노가타 바이패스가 사실상 완성됨으로써 거의 전 노선에 걸쳐 직선적인 고규격 도로가 형성되었다. 본시부터 야하타니시구 고미네, 시모코자쿠 일대를 중심으로 심각한 정체로 매우 유명해졌지만, 그 구간이 국도 제211호선 (일본)로 현재 기타큐슈시의 시내 지역에서는 눈에 띄게 볼 수 있는 정체 장소가 아예 없다. 
다만, 바이패스 구간에는 노가타 바이패스, 이즈카 바이패스, 히야미즈 도로 등이 이 도로 안에 있다. 또한 애칭은 나가사키 가도이다. 주요 도로 시설에는 1987년에 완공된 히야미즈 터널이 대표적이며, 총 연장 2,894m의 구간을 가지고 있다.

## 주요 경유지
- 후쿠오카현
  - 기타큐슈시 (야하타니시구) - 노가타시 - 구라테군 고타케정 - 이즈카시 - 가호군 게이센정 - 이즈카시 - 지쿠시노시 - 아사쿠라군 지쿠젠정 - 지쿠시노시

## 접촉하는 도로
- 국도 제3호선
- 국도 제211호선
- 기타큐슈 고속 4호선
- 국도 제201호선
- 국도 제386호선

## 교차하는 철도
- 산요 신칸센
- 헤이세이 지쿠호 철도 이타선
- 지쿠호 본선
- 사사구리선
- 니시테쓰 덴진오무타선

## 주요 고개
- 히야미즈 고개(일본어판)